# Півники сітчасті
{{#ifeq:0|0|{{#if:|{{#if:Irisreticulata|[[]}}|}}}}
Півники сітчасті, Ірис сітчастий, Ірідодіктіум сітчастий (Iris reticulata M.Bieb.) — невисока цибулинна багаторічна рослина 7-10 см заввишки з двома — чотирма прикореневими, чотиригранними темно-зеленими листками. 
У природних умовах зростає серед злакового різнотрав'я, в чагарникових заростях, на кам'янистих, безлісих схилах пагорбів і передгір'їв Південного та Східного Закавказзя, у північно-західних районах Ірану, північно-східних районах Туреччини.
Листя з'являється одночасно з поодинокими, духмяними, темно-фіолетовими або блакитними, рідше блідо-червоними або білими квітками 5-6 см у діаметрі. Цвіте у січні—квітні протягом 2-ох тижнів. Плід — подовжена коробочка. Насіння дрібне, кулясте. Цибулини яйцеподібні, 3-4 см завдовжки, 1,5 см в поперечнику, поновлюються щороку. Зовнішні луски сітчастою-волокнисті, світлі. У культурі з 1865 року.
Відома білоквіткова форма (f. alba). Чисельні сорти: 'Кларет' ('Clarette'), 'Кантаб' ('Cantab'), 'Джойс' ('Joyce') — квіти світло-блакитні; 'Гармонія' («Harmony») — квіти темно-сині; 'Ройал Блю' ('Royal Blue') — квіти сині; 'Ветворт' ('Wetworth') — квіти темно-фіолетові.
Із усіх видів півників є найширше уведеним у культуру. Використовується як ранньоквітнучий багаторічник для альпінаріїв. Найефектніший при посадці групами — гніздами. Різниться високою холодостійкістю, успішно культивується на широті Санкт-Петербурга, де квітне і плодоносить. Надає перевагу легким, добре дренованим ґрунтам, із нейтральною або слабколужною реакцією. Добре росте на освітлених сонцем місцях, але витримує і невелике затінення. На вологих місцях росте погано, часто хворіє. Після відцвітання потребує багато тепла й сухих умов, необхідно накривати від літніх дощів.
Розмножується цибулинами (за рік утворює 3-4 цибулини) і осіннім посівом насіння, яке в умовах прохолодних оранжерей сходить у січні-лютому. Сіянці зацвітають на 3-5-ий рік. При посадці цибулинам на одному місці без втрати декоративності залишається до 3-6 років, але на дуже вологих місцях цибулини краще викопувати щороку. Глибина садіння цибулин — 5-7 см.